# Aywick
Aywick es un pequeño pueblo en el lado del este de Yell, una parte de conformación de las islas Shetland al norte de Escocia.
El naturalista Bobby Tulloch nació y creció en Aywick.